# توم كوركوران (كاتب)
توم كوركوران (بالإنجليزية: Tom Corcoran)‏ (1943)؛ روائي أمريكي.

## روابط خارجية
- توم كوركوران على موقع ميوزك برينز (الإنجليزية)